# Ted Smith
Theodore Richard "Ted" Smith (9 de agosto de 1928 — 8 de maio e 1992) foi um ciclista olímpico estadunidense. Representou sua nação nos Jogos Olímpicos de Verão de 1948.